# Jackson (Mondkrater)
Jackson ist ein Einschlagkrater auf der Mondrückseite. 

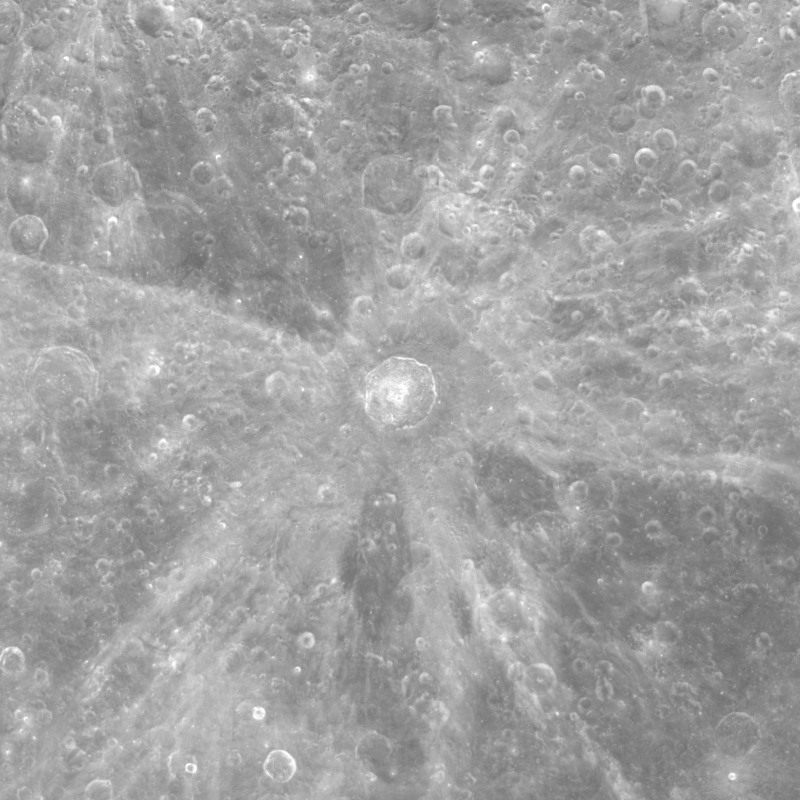
Das Strahlensystem von Jackson. Die Bildbreite beträgt zirka 800 km.

Der Krater liegt zwischen den größeren Kratern Fitzgerald im Nordwesten und Mach im Südosten auf der erdabgewandten Seite. In der Nähe, im Abstand zirka eines Kraterdurchmessers in nordöstlicher Richtung, liegt der vergleichbar große Mineur.
Der Krater hat eine gut erhaltene Form. Im Kraterinneren befindet sich ein zentrales Gebirge mit einem Durchmesser von zirka 16 km. Der Kraterboden zeigt deutliche Spuren von erstarrten Gesteinen, die durch den Einschlag aufgeschmolzen waren. Die Entstehungszeit des Kraters fällt in das kopernikanische Zeitalter, er ist wahrscheinlich jünger als 500 Millionen Jahre.
Jackson verfügt über ein ausgedehntes Strahlensystem, dessen Strahlen sich über mehrere hundert Kilometer erstrecken.

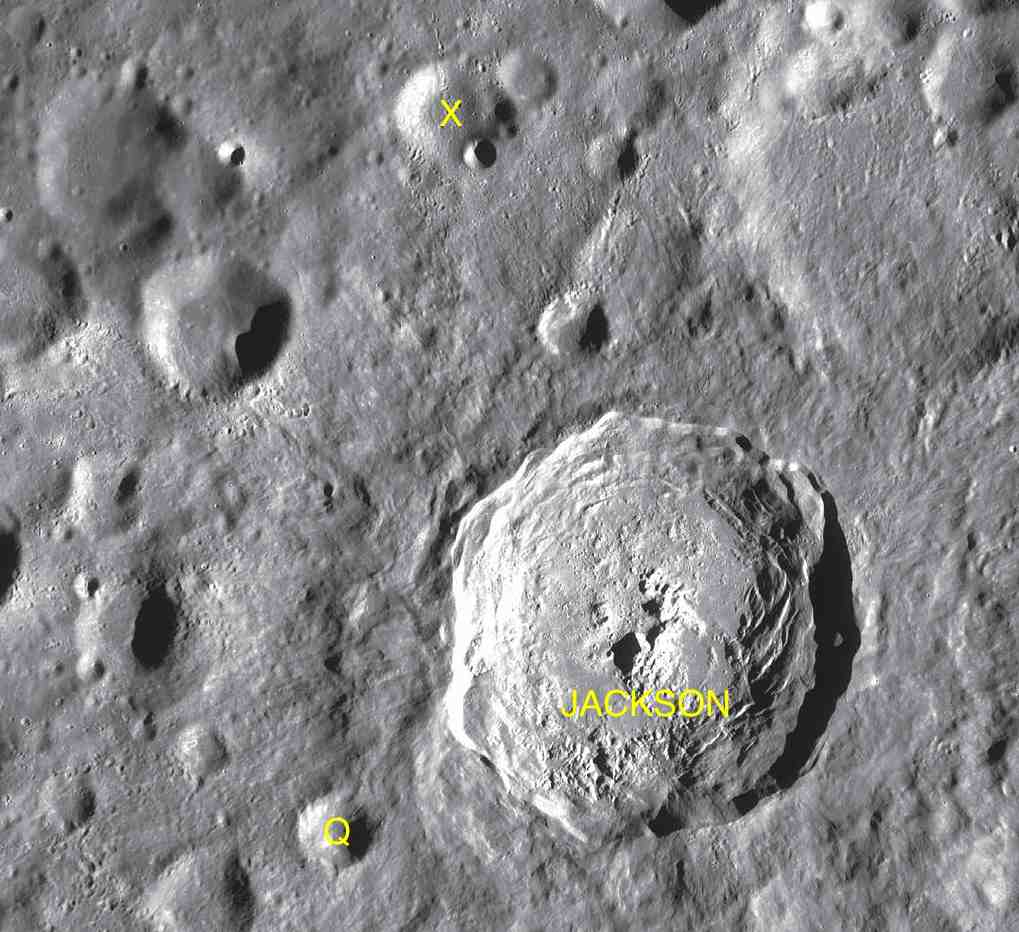
Jackson mit seinen Nebenkratern

Jackson hat zwei mit Q und X bezeichnete Nebenkrater:
| Buchstabe | Position            | Durchmesser | Link |
| --------- | ------------------- | ----------- | ---- |
| Q         | 20,83° N, 165,15° W | 13 km       |      |
| X         | 24,89° N, 164,68° W | 17 km       |      |

Der Krater wurde 1970 von der IAU offiziell nach dem schottischen Astronomen John Jackson benannt.